# Le Deuxième Acte
Le Deuxième Acte is een Franse komische film uit 2024, geregisseerd, geschreven en gefilmd door Quentin Dupieux. De hoofdrollen worden vertolkt door Léa Seydoux, Vincent Lindon, Louis Garrel en Raphaël Quenard.

## Verhaal
Florence wil David, de man op wie ze smoorverliefd is, voorstellen aan haar vader Guillaume. Maar David voelt zich niet aangetrokken tot Florence en wil van haar af komen en probeert haar te koppelen met zijn vriend Willy. De vier personages bevinden zich in een restaurant op een afgelegen plaats.

## Rolverdeling
| Acteur          | Personage |
| --------------- | --------- |
| Léa Seydoux     | Florence  |
| Vincent Lindon  | Guillaume |
| Louis Garrel    | David     |
| Raphaël Quenard | Willy     |
| Manuel Guillot  | Stephane  |

## Productie
Le Deuxième Acte werd volledig gefilmd in het departement Dordogne en meer bepaald in de regio Périgord Noir, van 4 december tot 22 december 2023. Er werd specifiek gefilmd op het klein vliegveld van Condat-sur-Vézère. De productie van de film werd van begin tot eind volledig geheim gehouden. De eigenaar van het vliegveld, Roland Boissière, beschreef de productie als "het grootste geheim" en wist niet eens dat Vincent Lindon op zijn terrein was komen filmen. Hugo Sélignac produceerde de film via zijn bedrijf "Chi-Fou-Mi Productions".

## Release
Le Deuxième Acte ging op 14 mei 2024 in première als openingsfilm van het Filmfestival van Cannes en werd tegelijkertijd uitgebracht in onder andere de Franse en Belgische bioscoopzalen.